# Байбаков, Николай Константинович
Никола́й Константи́нович Байбако́в (7 марта 1911, с. Сабунчи, Бакинская губерния, Российская империя, — 31 марта 2008, Москва, Россия) — советский государственный деятель, Герой Социалистического Труда (1981), лауреат Ленинской премии (1963).

## Ранняя биография
Родился в русской семье рабочего бакинских нефтепромыслов. В семье было 12 детей.
В 1932 окончил Азербайджанский нефтяной институт по специальности «горный инженер по нефтепромыслам». Доктор технических наук (1966).
С января 1932 инженер на нефтепромыслах Баку. Предложил новый метод закачки цемента в водяной пласт под высоким давлением, который дал хорошие результаты и получил название «метод Байбакова».
Вспоминал: «Некоторые люди, с которыми я работал, оказались подлецами. Хотели приклеить мне клеймо — враг народа. Чтобы избежать расследования этого грязного дела, я пошел служить в Красную Армию. Меня на Дальний Восток отправили». С октября 1935 красноармеец, затем командир в 184-м артиллерийском полку.
С января 1937 — старший инженер, с июля 1937 — главный инженер, с марта 1938 — управляющий трестом «Лениннефть» (Баку). Вскоре после выступления на Всесоюзном совещании нефтяников в марте 1938, посвящённого путям увеличения добычи нефти и проходившего под председательством Л. М. Кагановича, его карьера получила новый импульс. В выступлении рассказал об опыте работы своего коллектива, о борьбе с обводнением скважин, внедрении новой техники, что значительно увеличило добычу нефти. Как вспоминал сам Байбаков: "меня забрал Каганович — на строительство «второго Баку». Ему понравилось мое выступление на съезде нефтяников, и он решил назначить меня начальником объединения «Востокнефтедобыча».
С августа 1938 — управляющий объединением «Востокнефтедобыча» (город Куйбышев).

### Руководитель нефтяной отрасли
С 1939 — начальник Главнефтедобычи Востока наркомата топливной промышленности СССР. Член ВКП(б) с 1939 года.
С сентября 1940 — заместитель народного комиссара нефтяной промышленности СССР. Возглавлял созданный в наркомате специальный штаб, координировавший работу по обеспечению горючим воинских частей и предприятий. В 1942 — уполномоченный Государственного комитета обороны по уничтожению нефтяных скважин и нефтеперерабатывающих предприятий в Кавказском регионе. По воспоминаниям Н. К. Байбакова, задание ему поставил лично И. В. Сталин, который напутствовал его следующим образом: «Вы должны немедленно вылететь на юг. Если оставите немцам хоть каплю нефти, мы вас расстреляем. Но если вы уничтожите промыслы, а немец не придет, и мы останемся без нефти, — тоже расстреляем». Организовал работу следующим образом: при приближении противника всё ценное оборудование демонтировалось и вывозилось на восток страны, малодебитные скважины немедленно выводились из строя, а особо богатые — продолжали использоваться и уничтожались при самых крайних обстоятельствах. В результате немцам не удалось использовать ресурс краснодарских нефтепромыслов. Затем был представителем ГКО по перебазированию части нефтяников и техники кавказских районов на Восток.
С ноября 1944 — народный комиссар нефтяной промышленности СССР. С марта 1946 — нарком (министр) нефтяной промышленности южных и западных районов СССР. С декабря 1948 — министр нефтяной промышленности СССР. В этот период благодаря разработке крупнейших месторождений Урало-Поволжья (прежде всего, Ромашкинского в Татарстане) добыча нефти в СССР начала быстро расти. Под руководством Байбакова были внедрены многие передовые технологические процессы по повышению нефтеотдачи пластов.

### В Госплане и совнархозах
С мая 1955 — председатель Государственной комиссии Совета Министров СССР по перспективному планированию народного хозяйства.
С мая 1957 — председатель Госплана РСФСР — заместитель председателя Совета Министров РСФСР. Критически относился к поспешной замене отраслевого управления экономикой на территориальное (ликвидации отраслевых министерств и созданию совнархозов). Противоречия между руководством Госплана и Н. С. Хрущёвым по поводу деятельности совнархозов привели к переводу Н. К. Байбакова на региональную работу.
С 1958 — председатель Краснодарского совнархоза. В 1963 — председатель Северо-Кавказского совнархоза.
С марта 1963 — председатель Государственного комитета химической и нефтяной промышленности при Госплане СССР — министр СССР. С 1964 — председатель Государственного комитета нефтеперерабатывающей промышленности при Госплане СССР — министр СССР.
С октября 1965 — заместитель председателя Совета Министров СССР, председатель Государственного планового комитета СССР (Госплана СССР). Был одним из ближайших соратников А. Н. Косыгина.
Депутат Верховного Совета СССР 2, 4, 5, 7-11 созывов; депутат Совета Национальностей Верховного Совета СССР 11 созыва от Азербайджанской ССР. Член ЦК КПСС в 1952–1961, 1966–1989 (выведен из состава на пленуме в апреле 1989).

### Деятельность после ухода из правительства
С января 1986 персональный пенсионер союзного значения, государственный советник при Президиуме Совете Министров СССР (до 1988).
С 1988 главный научный сотрудник Института проблем нефти и газа РАН. Председатель нефтегазовой секции Научного совета по комплексным проблемам энергетики при Президиуме РАН. Почётный президент совета попечителей Российского государственного университета нефти и газа им. И. М. Губкина. Председатель Наблюдательного совета Всероссийской ассоциации «Конференция независимых буровых и сервисных подрядчиков» — АСБУР. В рамках этой должности занимался развитием геофизики, бурения, бурового оборудования. Вице-президент Международной топливно-энергетической ассоциации.
В 1993 году возглавил Общество российско-азербайджанской дружбы.
В интервью 2004 года отмечал про себя: «я всегда был и остаюсь коммунистом».
В феврале 2006 94-летний Байбаков выступил на «круглом столе» в Совете Федерации с анализом нынешнего состояния нефтяной отрасли России. В частности, выразил сожаление в связи с тем, что «сегодня 33 тысячи нефтяных скважин списано как нерентабельные, хотя в них остаются солидные запасы нефти». Его выступление было встречено бурными аплодисментами.
Скончался от пневмонии. Похоронен на Новодевичьем кладбище в Москве.

## Личная жизнь
- Отец: Константин Васильевич Байбак (1868–1943).
- Мать: Мария Михайловна Байбак (1874–1946).
- Жена: Клавдия Андреевна Байбакова (с 1940, 1915–1983), они познакомились перед войной в наркомате нефтяной промышленности СССР, где Николай работал первым заместителя наркома, а она, после окончания инженерно-экономического института, референтом заместителя наркома по строительству.
- Дочь: Татьяна Николаевна Байбакова (1941–1999).
- Сын: Сергей Николаевич Байбаков (1945–2016).
- Внучки: Мария Владимировна (1966 г. р.), Елизавета Сергеевна (1976 г. р.), Полина Сергеевна (1991 г. р.).

Правнуки: Пётр (1991 г. р.), Клавдия (1996 г. р.), Филипп (2002 г. р.), Каролина (2002 г. р.).

## Награды и звания
- Герой Социалистического Труда (05.03.1981)
- Орден «За заслуги перед Отечеством» II степени (7 марта 2006 года) — за выдающиеся заслуги перед государством[9]
- шесть орденов Ленина (06.02.1942; 24.01.1944; 08.05.1948; 31.12.1966; 05.03.1971; 05.03.1981)
- Орден Октябрьской Революции (05.03.1986)
- два ордена Трудового Красного Знамени (31.07.1953; 22.02.1961)
- медали в том числе:
  - «За оборону Москвы»
  - «За оборону Кавказа»
  - «За доблестный труд в Великой Отечественной войне 1941—1945 гг.»
  - «Ветеран труда»
- Награды зарубежных государств:
  - Орден «Независимость» (3 марта 2006 года, Азербайджан) — за большие заслуги в развитии дружественных связей между Азербайджанской Республикой и Российской Федерацией[10]
  - Орден «Слава» (5 марта 1996, Азербайджан)[11]
  - Орден «Данакер» (27 февраля 2006 года, Кыргызстан) — за большой вклад в социально-экономическое развитие республики, в укрепление дружбы и сотрудничества между Кыргызской Республикой и Российской Федерацией[12]
  - Орден «Солидарность» (2006, Куба)[13]
  - Орден Дружбы (Чехословакия)
- Ленинская премия (1963) — за открытие и разработку газоконденсатных месторождений
- Благодарность Президента Российской Федерации (6 марта 2001 года) — за большой вклад в развитие топливно-энергетического комплекса и многолетний добросовестный труд[14]
- Благодарность Президента Российской Федерации (5 марта 1996 года) — за большой вклад в развитие экономики Российской Федерации[15]
- Почётная грамота Правительства Российской Федерации (4 марта 1996) — за большие заслуги перед государством и в связи с 85-летием со дня рождения
- Премия города Москвы «Легенда века» (8 февраля 2002 года) — за  выдающиеся заслуги в области отечественной экономики и перспективного планирования народного хозяйства, становления, формирования и развития нефтяной и топливной промышленности[16]
- Премия «Российский национальный Олимп»
- Почётный член Российской академии естественных наук (1996)
- Медаль «Пётр Первый» Российской академии естественных наук
- Академик Российской академии космонавтики им. К. Е. Циолковского
- Почётный гражданин города Ишимбая (Башкортостан) — «как активный участник развития башкирских нефтепромыслов (выступил с такой инициативой в 1940 г.)»

## Память
Общественный фонд и Премия им. Н.К. Байбакова
- В 1997 году по инициативе Международной топливно-энергетической ассоциации и группы энергетиков создан Межрегиональный общественный Фонд содействия устойчивому развитию нефтегазового комплекса имени Н. К. Байбакова.
- С 2004 учреждена и ежегодно вручается Общественная Премия  имени Н.К. Байбакова Международной топливно-энергетической ассоциации[17]

Школы, улицы, месторождения
- В честь Н. К. Байбакова названа улица в Краснодаре[18].
- Школа № 67 в Баку носит имя Н. К. Байбакова.
- В 2010 году OAO «Сургутнефтегаз» открыл, а в 2013 году ввёл в эксплуатацию месторождение имени Н. К. Байбакова[19].

Самолёты и пароходы
- В 1995 году на заводе «Красное Сормово» был построен теплоход «Николай Байбаков».
- В марте 2011 года самолёту Ту-154М (бортовой регистрационный номер RA-85056) авиакомпании «ЮТэйр» присвоено имя Николая Константиновича Байбакова[20]. Далее это почётное наименование перешло к самолёту Boeing 737-800 (регистрационный номер VQ-BJG) той же компании[21].

Бюсты учёного
- В 2017 году в школе № 67 им. Н. Байбакова в Сабучинском районе Баку был открыт бюст Байбакова[22].
- В 2012 году на Аллее героев в городском парке Альметьевска (Татария) был открыт бюст Н. К. Байбакова[23].

## Дополнительная информация
Автор около 200 научных трудов и публикаций, особо актуальных для производственной практики по комплексному решению проблем разработки нефтяных и газовых месторождений.
Автор мемуаров:
- «Сорок лет в правительстве» (М., 1993)
- «От Сталина до Ельцина» (М., 1998)
- «Моя родина — Азербайджан» (М., 2001)